# No Country for Old Men (filme)
No Country for Old Men (bra: Onde os Fracos Não Têm Vez; prt: Este País Não É para Velhos) é um filme estadunidense de 2007 escrito e dirigido pelos irmãos Coen baseado no romance homônimo de Cormac McCarthy.
O filme conta a história de um caçador que encontra por coincidência uma grande quantia de dinheiro numa cena de um crime, desencadeando uma perseguição por parte do receptor original do dinheiro na região desértica do oeste do Texas em 1980. Assim como em seus filmes anteriores Fargo e Blood Simple, os diretores do filme exploram temas relacionados ao acaso à circunstância.
O filme ganhou quatro prêmios Oscar em 2008, foram eles os de melhor filme, melhor diretor, melhor roteiro adaptado e melhor ator coadjuvante (Javier Bardem), fazendo com que os irmãos Coen entrassem para o grupo de diretores homenageados três vezes pelo mesmo filme. Além disso, o filme ganhou três British Academy Film Awards (BAFTA), incluindo o de melhor diretor, e dois Globos de Ouro. O American Film Institute o listou como filme do ano, e o National Board of Review of Motion Pictures o escolheu como o melhor filme de 2007.
A estreia do filme ocorreu no Festival de Cannes de 2007, em 19 de maio, e foi lançado comercialmente em 28 cinemas dos Estados Unidos em 9 de novembro de 2007, arrecadando US$ 1.226.333 no final de semana de abertura. No Reino Unido e na Irlanda, a estreia ocorreu em 18 de janeiro de 2008. Arrecadando mais de 170 milhões de dólares em todo o mundo, se tornou o maior sucesso de bilheteria para os irmãos Coen até o lançamento de True Grit, em 2010.
No Country for Old Men apareceu em mais listas dos dez melhores, ao total 354, do que qualquer outro filme de 2007 e foi o mais escolhido como melhor filme do ano. É considerado por muitos críticos como o melhor filme dos irmãos Coen. Roger Ebert, do Chicago Sun-Times, chamou-lhe de "um bom filme como os irmãos Coen sempre fizeram". O jornalista do The Guardian John Patterson disse que "as habilidades técnincas dos Coen e sua sensação de uma paisagem baseada no classicismo ocidental lembram Anthony Mann e Sam Peckinpah, são acompanhados de poucos diretores vivos" e Peter Travers da Rolling Stone afirmou que esse é "o novo pico da carreira dos irmãos Coen" e que o filme é "muito interessante".

## Enredo
O oeste do Texas, na década de 1980, é um ambiente desolado. Ed Tom Bell (Tommy Lee Jones) lamenta o aumento da violência na região, onde ele, assim como o fizeram seu pai e seu avô antes, ocupa o cargo de xerife.
Llewelyn Moss (Josh Brolin), um veterano do Vietnã, durante uma caçada a antilocapras no deserto, depara-se com o que restou de uma malsucedida negociação de entorpecentes: diversos cadáveres baleados e em estado de putrefação, um mexicano ferido pedindo água, uma grande quantidade de heroína em uma caminhonete e uma mala com dois milhões de dólares, a qual leva consigo ao voltar para casa. Durante a noite, Moss resolve retornar ao local do massacre, levando água ao homem ferido que havia encontrado, mas é perseguido por dois homens armados em uma caminhonete. Ao voltar para casa, toma para si a mala com o dinheiro, manda sua esposa Carla Jean (Kelly Macdonald) para a casa da mãe em Odessa e segue seu caminho rumo à cidade de Del Rio, hospedando-se em um motel e escondendo a mala nos dutos de ventilação do mesmo.
Anton Chigurh (Javier Bardem), um assassino de aluguel contratado para recuperar o dinheiro, tendo estrangulado um policial para escapar da prisão e roubado um carro, fazendo uso de uma pistola de ar comprimido para matar o motorista, carrega consigo um receptor que rastreia a localização do dinheiro, através de um transponder escondido dentro da mala. No motel, ao invadir o quarto onde Moss escondeu o dinheiro, Chigurh surpreende um grupo de mexicanos armados que preparavam uma emboscada para Moss, matando-os em seguida. Porém Moss, adiantando-se em relação aos seus perseguidores, já havia alugado o quarto contíguo ao invadido. Havia uma conexão nos dutos de ventilação de ambos os quartos. Assim, quando Chigurh removeu a tela de proteção do duto para reaver o dinheiro, Moss já havia fugido levando-o consigo.
Rastreando o dinheiro até um hotel em uma cidade fronteiriça, a perseguição de Chigurh a Moss chega ao seu clímax, culminando em uma troca de tiros que se estende às ruas da cidade e deixa ambos os homens feridos. Moss atravessa a fronteira, desmaia devido aos ferimentos e é levado a um hospital mexicano. Ao acordar, encontra Carson Wells (Woody Harrelson), outro assassino contratado, que lhe oferece proteção em troca do dinheiro.
Chigurh, após recuperar-se de seus ferimentos, vai ao encontro de Wells no hotel onde este se hospedava e o mata no momento em que Moss efetua uma ligação telefônica para o quarto. Chigurh atende a ligação, levanta cuidadosamente seus pés para evitar manchas de sangue em suas botas, e promete a Moss que não fará mal a Carla Jean se o dinheiro lhe for entregue. Moss, entretanto, provoca Chigurh e desdenha da proposta.
Moss combina um encontro com sua esposa em um motel na cidade de El Paso, com o intuito de lhe entregar o dinheiro e mandá-la para longe das ameaças. Carla Jean insiste ao xerife Bell para que este salve a vida de seu marido, mas é tarde: chegando ao motel, Bell vislumbra um grupo de homens saindo do motel em uma caminhonete em alta velocidade e encontra o cadáver de Moss no chão do quarto que ocupava. Durante a noite, Bell retorna ao motel e verifica a fechadura da porta de um dos quartos, destruída segundo os métodos de seu principal suspeito. Chigurh está escondido atrás da porta, observando o movimento das luzes através do buraco da fechadura. Com a arma em punho, Bell entra no quarto de Moss e verifica que a tela de proteção do duto de ventilação, que estava vazio, fora removida com uma moeda.
Bell, ao visitar seu tio Ellis (Barry Corbin), um ex-oficial da lei, expõe seu desejo de se aposentar, pois se sente que está "ultrapassado" em relação à complexidade dos crimes que vêm ocorrendo em sua jurisdição. Ellis, entretanto, afirma que a violência sempre esteve presente na região, e diz a Bell que é vaidade pensar que está tudo ao seu alcance.
Carla Jean, ao retornar do funeral da mãe, encontra Chigurh à sua espera, e lhe diz que não está em posse do dinheiro roubado por Moss. Chigurh revela a Carla Jean a proposta que havia feito a seu marido, mediante a qual sua vida seria poupada em troca do dinheiro. Em seguida, diz que o melhor que tem a lhe oferecer é decidir pela sua vida em uma partida de cara ou coroa. Carla Jean dispensa a oferta e diz que a escolha cabe a Chigurh. Em seguida, o assassino de aluguel deixa a casa sozinho e checa cuidadosamente o solado de suas botas. Ao deixar o local dirigindo, Chigurh é ferido em um acidente automobilístico, imobiliza de forma improvisada o braço fraturado e abandona o veículo destruído na colisão.
Já aposentado, o ex-xerife Bell compartilha dois sonhos recentes com sua esposa (Tess Harper), ambos envolvendo o pai falecido. No primeiro sonho, Bell viu a si mesmo perdendo uma quantia em dinheiro que lhe havia sido dada pelo pai; no segundo, Bell e seu pai andavam a cavalo em uma montanha nevada. O pai, que carregava fogo consigo, passou calmamente por Bell com a cabeça abaixada, indo à frente e procurando um lugar apropriado para uma fogueira em meio ao frio e à escuridão. Bell sabia que, ao chegar lá, seu pai estaria à sua espera. E então, acordou do sonho.

## Elenco
- Tommy Lee Jones como o Xerife Ed Tom Bell, um oficial da lei lacônico, prestes a se aposentar, que está no rastro de Chigurh e Moss.
- Javier Bardem como Anton Chigurh, um assassino de aluguel contratado para recuperar o dinheiro roubado por Moss. O personagem é considerado uma recorrência do arquétipo do "mal que ninguém pode deter", encontrado em outros filmes dos irmãos Coen. Entretanto, os diretores quiseram evitar um personagem unidimensional, em particular comparação ao personagem Exterminador.[23] Os irmãos Coen decidiram, na escolha de elenco, optar por um ator que interpretasse o personagem de forma que este "parecesse vir de Marte", evitando que a audiência identificasse sua origem. A apresentação de Chigurh no início do filme é inspirada na abertura do filme The Man Who Fell to Earth, de 1976.[24] Alguns críticos têm enxergado em Chigurh "um equivalente moderno da Morte de O Sétimo Selo, filme de 1957 dirigido por Ingmar Bergman".[25] Bardem aceitou o papel por ter se tornado fã dos irmãos Coen desde que assistiu a Blood Simple.[26]
- Josh Brolin como Llewelyn Moss, um veterano da Guerra do Vietnã que se apodera de dois milhões de dólares encontrados no deserto do Texas.
- Woody Harrelson como Carson Wells. Outro caçador de recompensas contratado encontrar Llewelyn Moss, recuperar o dinheiro e "arrumar a bagunça" de Anton Chigurh.
- Kelly Macdonald como Carla Jean Moss, esposa de Llewelyn Moss. Apesar das diversas reservas quanto aos planos do marido de guardar o dinheiro, ainda assim lhe dá apoio. Macdonald afirma que o que torna a personagem atraente é o fato de que "ela não é óbvia. Ela não é simplesmente a típica moradora de trailer. A princípio, você pensa que ela é de um jeito mas, ao final do filme, você percebe que ela não é tão ingênua quanto parece".[27]
- Garret Dillahunt como Wendell, o inexperiente auxiliar do xerife Bell, e que confere ao filme certo tom cômico.
- Tess Harper como Loretta Bell, esposa do xerife Bell.
- Barry Corbin como Ellis, tio do xerife Bell e ex-oficial da lei.
- Beth Grant como Agnes, mãe de Carla Jean e sogra de Moss. É uma personagem que também confere ao filme certa tonalidade cômica, apesar de estar morrendo "pelo câncer".
- Stephen Root como o homem que contrata Carson Wells. Trata-se de uma figura misteriosa, que aparentemente estava envolvido no financiamento do narcotráfico e na busca pelo dinheiro roubado.

## Produção
O produtor Scott Rudin comprou os direitos do livro de McCarthy e sugeriu aos irmãos Coen uma adaptação do romance para cinema, que, à época, estavam tentando adaptar To the White Sea, de James Dickey. Em agosto de 2005, os irmãos Coen aceitaram escrever e dirigir a adaptação cinematográica de No Country for Old Men, tendo identificado com que lugar e em que gênero deveria-se fazer a adaptação do romance. Joel Coen disse que a abordagem não-convencional "era familiar e agradável para nós, somos naturalmente atraídos por subversão de gêneros. Nós gostamos do fato de que caras maus nunca devem ir de encontro a caras bons e de que McCarthy não seguiu as expectativas dessa fórmula". Os irmãos Coen também identificaram o apelo do romance de "qualidade impiedosa". Ethan Coen explicou que "isso é uma característica do livro, que tem paisagens e personagem impiedosos, mas também encontra um tipo de beleza mesmo sem ser sentimental". Essa foi a segunda adaptação de um livro de McCarthy, seguindo All the Pretty Horses, de 2000.

### Roteiro
Os roteiros dos irmãos Coen são raramente fieis ao seu material de origem. De fato, Ethan disse: "um de nós escreve no computador enquanto outro mantém a espinha dorsal do livro ereta". Ainda assim, eles suprimem o que é supérfluo onde é necessário. Por exemplo, um adolescente fugitivo que aparece no final do livro e algumas histórias passadas relacionadas com Bell foram removidos. O que também mudou em relação à história original foi a reação da personagem Carla Jean Moss quando finalmente tem contato com Chigurh. Como Kelly MacDonald explicou a CanMag: "o final do livro é diferente. Ela reaje mais da forma como eu reajo. Ela meio que desmorona. No filme, ela passou por tanta coisa que não tem mais o que perder. Ela acaba por ter uma aceitação tranquila".
Richard Corliss da revista Time afirmou que "os irmãos Coen adaptaram algumas obras literárias antes. Miller's Crossing (1990) foi malicioso, uma mistura não reconhecida de dois contos de Dashiell Hammett, Red Harvest e The Glass Key; e O Brother, Where Art Thou? (2000) transferiu a Odisseia para o Sul dos Estados Unidos dos anos 1930. Porém, No Country for Old Men é o primeiro filme tomado, sem rodeios, a partir de um romance americano contemporâneo". O filme The Ladykillers (2004) é baseado na comédia homônima de 1955.
A composição também é notável por seu pouco uso de diálogos. Josh Brolin expôs seu nervosismo inicial com ter de trabalhar com tão pouco diálogo:
Quero dizer, isso era um receio com certeza, porque o diálogo é meio que a apoio do ator, você sabe? [...] O drama e todo o resto é todo movido pelo diálogo. Você tem que descobrir jeitos diferentes de transmitir ideias. Você não quer sobre-compensar porque tem medo de que isso vá ser chato se nada estiver acontecendo. Você começa a fazer isso e aquilo e tira seu chapéu e o coloca de novo ou alguma outra besteira que não precisa estar lá. Então sim, eu tinha um pouco de medo no início.

Peter Travers da Rolling Stone elogiou a adaptação do romance: "desde que Robert Altman se juntou com os contos de Raymond Carver em Short Cuts, não havia cineastas e autores juntos com um impaco tão devastador como os irmãos Coen e McCarthy. O bem e o mal são abordados com um dilema rigoroso de complexidade envolvida".
O diretor Joel Coen justifica seu interesse pelo romance de McCarthy: "há algo sobre ele, havia repercussões disso em No Country for Old Men que foram bastante interessantes para nós", disse, "porque essa era a ideia do trabalho físico que alguém que alguém faz para ajudar a revelar quem eles são e essa é a parte de fibra da história. Porque você só viu essa pessoa nesse filme  fazendo coisas com a finalidade de sobreviver e terminar essa jornada, e a visão de que qualquer tipo de diálogo foi descartado foi interessante para nós".
O co-diretor Joel Coen afirmou que esta é a "primeira adaptação" dos dele e de seu irmão. Ele explicou ainda por que eles escolheram a novela de Cormac McCarthy: "por que não começar com Comarc? Por que não começar com o melhor?" Coen disse que eles não mudaram muito o enredo na adaptação: "é realmente uma compressão". "Nós não criamos novas situações", ele disse. Ele ainda assegurou que ele e seu irmão Ethan nunca haviam encontrado McCarthy quando eles estavam escrevendo o roteiro, mas que o viram durante a filmagem do filme". Ele acreditara que McCarthy havia gostado do filme quando Ethan disse: "ele não gritou para nós. Na verdade, nós estavamos sentados em uma sala de cinema quando ele viu o filme... e eu ouvi-lo rir algumas vezes, então tomei isso como um selo de aprovação, eu não sei, talvez presunçosamente".

## Recepção
O Metacritic, que usa uma média ponderada, atribuiu ao filme uma pontuação de 91 em 100, baseado em 37 críticos, indicando "aclamação universal".

## Principais prêmios e indicações
Oscar 2008
- Melhor Filme (Venceu)

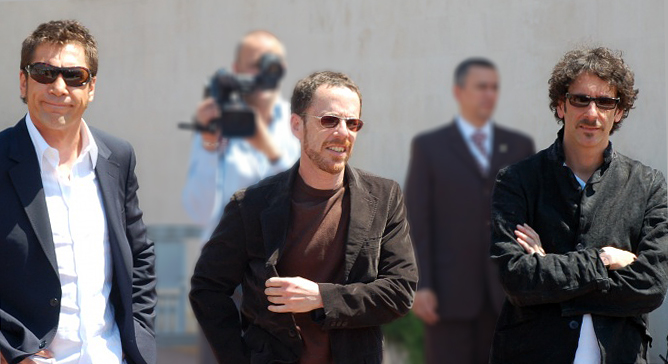
Javier Bardem e Ethan e Joel Coen, no Festival de Cannes, 2007

- Melhor Direção para Joel e Ethan Coen (Venceu)
- Melhor Ator Coadjuvante para Javier Bardem (Venceu)
- Melhor Roteiro Adaptado para Joel e Ethan Coen (Venceu)
- Melhor Edição para Roderick Jaynes (Indicado)
- Melhor Fotografia para Roger Deakins (Indicado)
- Melhor Edição de Som para Skip Lievsay (Indicado)
- Melhor Mixagem de Som para Skip Lievsay, Craig Berkey, Greg Orloff e Peter Kurland (Indicado)

 Globo de Ouro 2008
- Melhor Ator Coadjuvante para Javier Bardem (Venceu)
- Melhor Roteiro Adaptado para Joel e Ethan Coen (Venceu)
- Melhor Direção para Joel e Ethan Coen (Indicado)
- Melhor Filme - Drama (Indicado)